# Verzorgingsplaats Hogewei
Verzorgingsplaats Hogewei is een Nederlandse verzorgingsplaats, gelegen aan de Nederlandse autosnelweg A325 Nijmegen-Arnhem, ten noorden van Elst in de gemeente Overbetuwe.
Aan de andere kant van de snelweg ligt verzorgingsplaats Kempke.
Richting Arnhem: Hogewei
Richting Nijmegen: Kempke